# Le Soulié

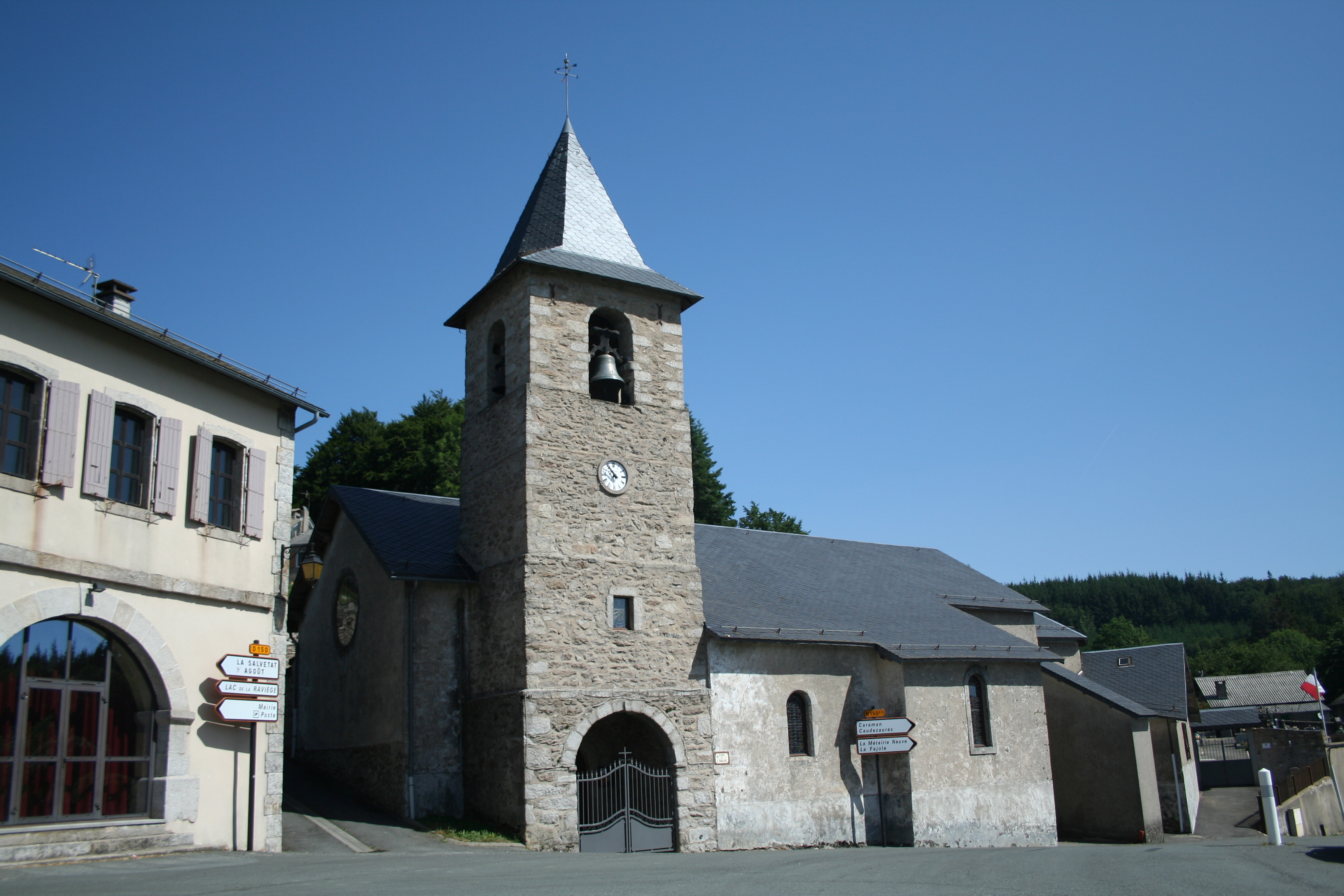
Kościół

Le Soulié – miejscowość i gmina we Francji, w regionie Oksytania, w departamencie Hérault.
Według danych na rok 1990 gminę zamieszkiwało 119 osób, a gęstość zaludnienia wynosiła 3 osoby/km² (wśród 1545 gmin Langwedocji-Roussillon Le Soulié plasuje się na 783. miejscu pod względem liczby ludności, natomiast pod względem powierzchni na miejscu 101.).

## Herb
Herb gminy Le Soulié przedstawia słońce na zielonym tle.